# Grebbe (waterschap)
Het waterschap Grebbe was een waterschap in de Nederlandse provincie Utrecht. Het waterschap was vernoemd naar de Bisschop Davidsgrift of Grebbe, een historisch kanaal en voorloper van het Valleikanaal in de Gelderse Vallei.  Het omvatte het lage gebied van de gemeenten Rhenen en Veenendaal, tussen de Grebbeberg en de grens met Gelderland (Wageningen en Bennekom). Het waterschap werd in 1949 gevormd uit de volgende voormalige waterschappen:
1. De Dijkstoel van de Rhenensche Nude en de Achterbergsche Hooilanden
2. Het Veenraadschap der Geldersche en Stichtsche Veenen